# 阿諾彌婆耶

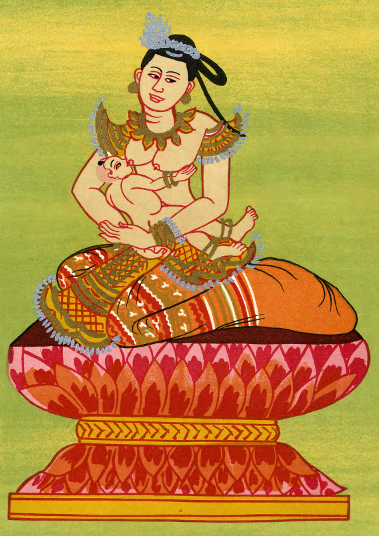
阿諾彌婆耶

阿諾彌婆耶（發音：[ənaʊʔ mḭbəjá]），或稱西妃神，她是37尊緬甸官方神靈之一。阿諾彌婆耶生前是阿瓦國王明恭的妃子信彌奴，勇王子彌利憍苴與阿瓦國王梯訶都的母親。據說她在看到棉花田中騎著魔馬的彌憍苴後受驚猝死。阿諾彌婆耶一般被描繪成戴有頭飾於蓮花座上哺育嬰兒的坐姿女子。